# 글래스 아이오노머
글래스 아이오노머(glass ionomer)는 치의학에서 충전재나 봉니 시멘트로 이용되는 수복 재료이다. 이 재료는 1969년에 처음으로 도입되어 지금까지 꾸준하게 사용되고 있다. 용어는 글라스 필러(glass filler)와 이온성 고분자(ionic polymer)기질과 관련하여 붙여진 명칭이다. 이것은 산-염기 반응에 의해 경화되는 재료로서, 글라스 필러와 이온성 고분자가 섞이면서 재료 자체의 이온결합을 통해 이루어진다.
용도에 따라 Type 1.인공치관과 계속가공의치용 영구 접착제, 교정용 브라켓에 대한 영구 접착제(접착용) Type 2. (전치부) 수복재 Type 3. 와동 이장재(치수 보호용), 기저재, 치면열구전색재 Type 4. 1,3,5급 와동 수복, 지대치 축조나 구치부 수복에 사용된다.
1980년대 후반에 글래스 아이오노머의 물리적, 기계적 성질을 보완하기 위해 복합레진과 GI시멘트성분이 혼합된 레진 강화형 글래스아이노머(Resin modified glass ionomer; RMGI)가 개발되었다. RMGI는 이장재, 기저재, 합착재, 수복재, 접착제 등의 용도로 사용되고 5급 와동의 수복과 충치 이환률이 높은 환자에게 유용하게 사용된다. RMGI가 GI보다 기계적으로 성질이 우수하나 금속 금관(metal crown), 금속-도재 금관(PFM)하방에는 광중합이 어려워 화학중합을 사용해야 한다. 그 외에도 글래스 아이오노머의 성질과 복합레진을 합친 컴포머(compomer)와 자이오머(giomer)가 있다. 둘 다 광중합형이며 결합제를 사용해야 한다.또한 금속 강화형 GI(Metal reinforced GI)로 1987년에 개발된 Ketac-Silver가 있으며 코어 축조용 재료로 사용되고 있다.

## 종류

### 글래스 아이오노머
- 장점

1. 불소 유리가 우수하여 정균작용이 일어나며 충치의 발생을 억제한다. (재발성 우식증에 대하여도 강한 저항성을 보인다).
2. 치질 결합력이 있어 미세누출이 적다.[6]
3. 상아질과 유사한 열팽창계수를 가진다.
4. 경화시간이 느리기 때문에 복합레진보다 수축이 덜하다.
5. 치아 삭제량이 적다.
6. 구강조직과 치수에 잘 맞아 생체에 적합하다.[7](구강환경에 안정적이다).
7. 충전 후에 오랜시간동안 화학적인 경화반응이 지속되는 역동적인 재료이다.
8. 물성과 기계적 성질이 좋다.
9. 경화 시 온도 상승이 비교적 낮다.
10. 치아와의 접착 시 중간층을 필요로 하지 않는다.[8]

- 단점

1. 심미적으로 불투명하기 때문에 임상 적용에 한계가 있다. (복합레진보다 심미성이 떨어진다).
2. 지속적인 불소 유리로 인하여 치아가 변색되고 치수에 자극을 줄 수 있다.
3. 낮은 마모저항성, 파절 저항성, 인장강도를 가진다.
4. 초기 경화 24시간 전 수분 손실 또는 흡수에 민감하다.[9]
5. 용해도가 낮다.
6. 변연융선 또는 절단각을 축조하기에는 적절하지 않다.

### 레진강화형 글래스 아이오노머
- 장점

1. 표면의 안정성이 우수하다.
2. 레진 성분으로 인하여 내산성이 강하다.
3. 레진과 비슷한 투명성과 활택성을 보인다.
4. 복합레진과 달리 복잡한 접착과정이 없어서 다루기 용이하므로 기술적 민감도가 낮다.
5. 초기 용해도가 좋다.
6. 구강 내에서 수분을 흡수하여 재팽창이 이루어진다.
7. 불소를 지속적으로 유리하기 때문에 우식의 예방과 진행의 억제가 가능하다.
8. 불용성이므로 구강액에 거의 용해되지 않는다.[10]
9. 피막의 두께가 우수하다.

- 단점

1. 복합레진에 비해 치질과 낮은 결합력을 가진다.
2. 탈수에 민감하기 때문에 반드시 경화가 완전히 이루어진 후에 연마해야 한다.[11]
3. 광불투과성, 색조의 제한, 술 후의 색안정성 등으로 인해 와동 형성이 클 경우에 심미적으로 문제가 된다.
4. 액체에 접촉성 알레르기를 일으킬 수 있는 물질이 함유되어 있기 때문에 직접적인 접촉을 피하기 위해서 반드시 보호용 장갑을 착용하고 사용해야 한다.
5. 30초 내로 혼합하여 도포해야 한다.
6. 경화 후 재료에 수분이 흡수되면 팽창하여 파절이 일어날 수 있기 때문에 일부 올-세라믹 간접 수복물의 합착에는 비 권장된다.[12]

## 조성
- 기본적인 시멘트이기에 분말과 액체의 형태로 구성된다.[13]
- 실리케이트와 폴리카복실레이트를 결합한 체계로 구성된다.[14]

- 액체 :

1. 폴리아크릴산과 이타콘산이 2:1로 혼합된 47.5%의 수용액이다.
2. 이타콘산은 액의 점도를 낮추고 분자간 수소결합에 의한 겔화를 방지한다.[15]
3. 아크릴산을 주성분으로 하는 공중합체 수용액(폴리아크릴릭산, 5% 타르타르산)이다.[16](공중합: 2종 또는 그 이상의 다른 단량체가 중합하여 각각의 성분을 포함한 중합체가 생기는 반응을 말한다. 흔히 혼합중합이라고 한다.)

- 분말 :

1. 불화규소산칼슘유리로 이루어진 최대 13-19 마이크로미터 크기의 입자를 가진다.
2. 규산알루미늄 미분말로 사용한다.
3. 분말은 산이 침투하여 이온을 유리할 수 있는 유리이다.[17]
4. 알루미늄 실리케이트 글래스이다.

## 특징 및 특성
- 치질과 유사하게 낮은 열팽창계수를 가지고 있어 변연 누출이 적다.
- 치질에 화학적으로 결합하여 산부식이 필요하지 않다.
- 복합레진에 비해 활택성과 심미성이 떨어진다.
- 강도와 경도가 낮고 마모에 대한 저항성이 떨어진다.[18]
- 불소를 유리시켜 항우식 효과를 보인다.[19]
- 유동성이 적고 조작시간은 상온 23 °C에서 2분으로 짧으며, 경화시간은 혼합을 시작한 시점을 기준으로 6~8분으로 길다.
- 차가운 혼합판에서 혼합하면 경화시간 단축이 가능하지만 재료의 강도가 낮아진다.
- 취성은 높고 강도,경도,마모 저항성은 낮아 교합력을 받는 부위에는 사용 제한하며 주로 3, 5급 와동에 사용된다.[20]
- 피막도가 크면 수복물의 유지력이 감소되는데, 피막도가 인산아연시멘트와 비슷하거나 낮기 때문에 영구 접착에 사용하기에 적합하다. (인산아연시멘트는 피막도가 낮아 오랜 기간 이용되어온 접착제이다.)
- 압축강도는 경화 24시간 후부터 1년 후까지 지속적으로 증가하며, 경화 초기의 방습이 잘 되는 경우에 증가폭이 더 크다.(경화 초기에 바니쉬를 도포하면 방습에 효과적이다).
- 술식을 적용할 때, 인접 치아에 잘 달라붙는다.
- 법랑질, 스테인레스강, 주석 도금한 백금 및 금합금에 대한 결합강도가 높다. 그에 비해 상아질과의 인장결합강도는 1~3MPa로 낮다.
- 증류수에서의 용해 및 붕괴도는 시멘트 중에서 높은 편에 속한다.
- N젖산용액에서의 용해 및 붕괴도는 다른 시멘트들에 비해 매우 낮다.
- 세포독성이 산화아연유지놀 시멘트나 폴리카복실레이트 시멘트보다 낮다.
- 접착제의 분액비가 낮거나 상아질의 수분을 완전히 제거하여 접착할 때에 치수과민반응 증상이 보고된다.
- 치수가 온화 반응을 일으키기 때문에 잔존하는 상아질의 두께가 1mm 이하이면 수산화칼슘 이장재를 깔아야한다.
- 압축강도는 구치부용 복합레진의 30%, 파절인성은 아말감의 10~25% 정도이다.
- 총 혼합시간은 30~60초 정도이며, 혼합 시 분말을 두 부분으로 나누어서 혼합한다.

## 술식
1. 글래스 아이오노머는 수분에 취약하므로 방습을 위해 러버댐을 장착한다.
2. 시술 부위에 고속핸드피스로 와동을 형성하고, 저속핸드피스로 우식 부위를 제거한다.
3. 불소를 함유하지 않은 세마제로 치아를 닦는다.
4. 와동면을 세척 및 건조시킨다.
5. 와동을 충전한다.
6. 경화되면 수분의 오염을 막기위해 바니쉬를 도포한다.[21]
7. 레진 강화형 글래스 아이오노머는 와동 충전시 광조사를 시행한다.
8. 경화가 완전히 이루어지는 24시간 후에 최종연마를 시행한다.
9. 수복재를 다듬은 후에 교합지로 교합상태를 확인한다.[22]

## 적응증
1. 노인이나 우식 활성이 높은 환자의 치근면 우식
2. 상아질 변연을 갖는 3급, 5급의 심미성이 크게 요구되지 않는 와동
3. 교합력이 크게 작용하지 않는 유치의 1급 및 2급 와동
4. 충치가 심하지 않은 1단계 충치인 초기우식증
5. 인레이 하방 기저재
6. 당장 치료받을 시간적 여유가 없을 때의 임시 수복
7. 우식증,침식증,마모증에 의한 치경부 병소의 수복[23]
8. 신경치료 마무리 후 충전재(코어 형성)
9. 실활치 미백술 시 미백제의 누출 방지를 위한 보호층

## 주의사항
- 글래스 아이오노머는 삭제한 치아 내면을 처리하는 방법이 제품마다 다르기 때문에 제조회사의 사용 설명서를 따라야 한다.[24]

1. 시멘트가 치질과 화학적으로 결합하는 것을 방해하는 요인을 제거하기 위해 25% 폴리 아크릴 산(polyacrylic acid)의 표면처리제를 사용해야 한다. 표면처리제를 10초간 도포 후 세척, 건조하고 시멘트를 사용한다.[25]
2. 인산을 사용하게 되면 찌꺼기뿐만 아니라 칼슘층까지 제거된다. 이로 인해 수복물의 누출과 탈락, 수술 후 과민증이 발생할 수도 있다.[26]

- 산부식이 끝나고 세척, 건조할 때 약하게 말려서 치아가 탈수되지 않도록 한다. 치아를 너무 과도하게 건조하게 되면 상아질의 지각과민증을 야기하게 된다.[27][28]
- 글래스 아이오노머 혼합 시 금속 혼합자를 사용하면 유리 성분이 금속을 분해하여 성분의 변화를 초래할 수 있기 때문에 플라스틱 혼합자를 사용해 혼합해야 한다.[29]
- 글래스 아이오노머 시멘트는 수분에 민감해서 초기 경화 24시간 동안에 수분과 접촉하면 백묵 상의 표면 상태가 되고 재료의 물리적 성질이 저하된다. 또한 수분이 부족해 탈수된 경우에도 표면에 균열이 일어날 수 있다. 이를 예방하고 재료를 보호하기 위해서 코코아 버터, 바니쉬, 접착 레진 등으로 코팅을 해주어야 한다.[30]
- 레진 강화형 글래스아이오노머 시멘트의 액체에는 접촉성 알레르기 항원으로 알려진 하이드록시에틸 메타크릴레이트(HEMA)를 함유하고 있어서 맨손으로 만지지 않아야 한다.[31]

1. 치과계 종사자는 HEMA가 휘발성이고 호흡기를 통해서 체내로 흡입될 수 있기 때문에 마스크를 반드시 착용해야 한다.[32]
2. 환자의 구강점막에 레진 강화형 글래스아이오노머가 직접 접촉되는 것을 막아야 한다.[33]

- 재료의 변색이 올 수 있으므로 변색을 줄이기 위해 카레,커피 등의 유색소 음식을 피하는 것이 좋다.
- 글래스 아이오노머는 습기와 건조에 예민하기 때문에 치면열구전색재나 근관치료재로 쓸 수 있음에도 불구하고 잘 사용되지 않는다.[34]

## 참고 문헌
1. ↑  최정영 외 공저(2016), 《제3판 치과재료학》, 대한나래출판사, p.190
2. ↑  김영선 외 공저(2011), 《현대치과임상》, 고문사, p.187
3. ↑  <http://광중합형%5B깨진+링크(과거+내용+찾기)%5D 레진강화형 글라스아이오노머(Light-curing Resin Modified Glass Ionomer) >,최경규 교수
4. ↑  김인걸 외 공저(2011), 《임상 치과재료학》, 군자출판사, p.60
5. ↑  최정영 외 공저(2016), 《제3판 치과재료학》, 대한나래출판사, p.64
6. ↑  <http://광중합형%5B깨진+링크(과거+내용+찾기)%5D 레진강화형 글라스아이오노머(Light-curing Resin Modified Glass Ionomer) >,최경규 교수
7. ↑  최정영 외 공저(2016), 《제3판 치과재료학》, 대한나래출판사, p.60
8. ↑  http://www.nature.com/articles/srep08972,화학공학소재연구정보센터
9. ↑  최정영 외 공저(2016), 《제3판 치과재료학》, 대한나래출판사, p.63
10. ↑  최정영 외 공저(2016), 《제3판 치과재료학》, 대한나래출판사, p.191
11. ↑  레진강화형 글라스아이오노머(Light-curing Resin Modified Glass Ionomer) [깨진 링크(과거 내용 찾기)],최경규 교수
12. ↑  최정영 외 공저(2016), 《제3판 치과재료학》, 대한나래출판사, p.191
13. ↑  http://www.econovill.com/news/articleView.html?idxno=301085
14. ↑  김인걸 외, 2011, 《임상치과재료학》,군자출판사, p156.
15. ↑  한국치과재료학교수협의회,2006, 《치과재료학:넷째판》, 군자출판사, p255,
16. ↑  https://terms.naver.com/entry.nhn?docId=604133&cid=50314&categoryId=50314
17. ↑  한국치과재료학교수협의회,2006, 《치과재료학:넷째판》, 군자출판사, p255,
18. ↑  김영진 외,<글래스아이오노머 시멘트의 재광화 효과>,강릉대학교 치과대학 소아치과학교실
19. ↑  임호남(2018),<글래스아이오노머 시멘트에 관한 최근 연구 동향>,대한치과의사협회
20. ↑  [http:/ 글래스 아이오노머시멘트와 콤포짓트 레진복합체의 물성에 관한 연구],서울대학교 치과대학 치과생체재료학 교실 김철위
21. ↑  질병관리본부(2015),<충치>, http://health.cdc.go.kr/health/mobileweb/content/group_view.jsp;jsessionid=2Ct0hvTqP4J9PVWALFygjuQA9gkdm3e0hAYxwzojeI3H1t9cgjqz916ddY59j1y4.KCDCWAS01_servlet_PUB2?currentPage=7&dp2code=101120000000&dp3code=101107101000&dp4code=&CID=36D666B183 보관됨 2018-05-26 - 웨이백 머신
22. ↑  “보관된 사본” (PDF). 2018년 6월 17일에 원본 문서 (PDF)에서 보존된 문서. 2018년 6월 3일에 확인함.
23. ↑  김인걸 외, 2011, 《임상치과재료학》,군자출판사, p156.
24. ↑  김성교 외 공저(2017), 《치과보존학》, 고문사, p.127
25. ↑  조영곤(1990),<글라스 아이오노머 시멘트의 임상적 사용, 적응증과 금기증>, 조선대학교 치과대학 치과보존학교실
26. ↑  최정영 외 공저(2016), 《제3판 치과재료학》, 대한나래출판사, p.61
27. ↑  최정영 외 공저(2016), 《제3판 치과재료학》, 대한나래출판사, p.63
28. ↑  김영선 외 공저(2011), 《현대치과임상》, 고문사, p.213
29. ↑  김성교 외 공저(2017), 《치과보존학》, 고문사, p.90
30. ↑  정선와(1994) ,<초기 방습이 글래스 아이오노머 시멘트의 색안정성 및 투명도 변화에 미치는 영향>, 전남대학교 대학원 치의학과, p.16
31. ↑  최정영 외 공저(2016), 《제3판 치과재료학》, 대한나래출판사, p.191
32. ↑  김영각(2012),<레진 강화형 글라스아이오노머 시멘트의 특성과 임상적용 방법에 대한 고찰>, 전남대학교 치의학전문대학원 치의학과, p.21
33. ↑  김영각(2012),<레진 강화형 글라스아이오노머 시멘트의 특성과 임상적용 방법에 대한 고찰>, 전남대학교 치의학전문대학원 치의학과, p.26
34. ↑  김경남 외 공저(1995), 《제1판 치과재료학》, 군자출판사, p.445